# اريك لو
اريك لو (بالإنجليزية: Eric Lu)‏ هو عازف بيانو وملحن أمريكي، ولد في 15 ديسمبر 1997 في ماساتشوستس في الولايات المتحدة.

## وصلات خارجية
- اريك لو على موقع ميوزك برينز (الإنجليزية)
- اريك لو على موقع أول ميوزيك (الإنجليزية)
- اريك لو على موقع ديسكوغز (الإنجليزية)